# Roland Agalliu
Roland Agalliu (n. 5 iulie 1961) este un fost fotbalist albanez ce a evoluat în Campionatul României la echipele Universitatea Craiova (1990-1992), cu care a câștigat eventul în Divizia A 1990-1991 și la Oțelul Galați (1992-1993) pe posturile de atacant și mijlocaș ofensiv. În prezent este directorul unui cotidian politic care apare la Tirana.

## Viața personală
Roland locuiește în Graz, Austria cu soția și fiica de 17 ani. Tatăl său, Bilal Agalliu, a fost un ciclist din Albania care a câștigat Turul Albaniei de 10 ori consecutiv (1954–1963).

## Titluri
- Campionatul Albaniei (2) : 1983-84
- Liga I (1) : 1990-91
- Cupa României (1) : 1990-91